# Marisela Morales Ibáñez
Marisela Morales Ibáñez née le 1er mars 1970 à Mexico, Mexique, est une avocate mexicaine, procureure générale de la république du Mexique du 31 mars 2011 à 2012.
En 2011, Marisela Morales Ibáñez obtient du département d'État des États-Unis, le  prix international de la femme de courage, pour son action contre le crime organisé, dans son pays,.